# مایکل جانستون (بازیگر)
مایکل جانستون (به انگلیسی: Michael Johnston) (زاده ۲۲ فوریهٔ ۱۹۹۶) بازیگر آمریکایی است.
از کارهای معروف او می‌توان به بازی در فیلم گونه‌های در حال انقراض اشاره کرد.